# Bendeleben
Bendeleben is een ortsteil van de Duitse gemeente Kyffhäuserland in de deelstaat Thüringen. Op 31 december 2012 fuseerde de tot dan toe zelfstandige gemeente met andere gemeenten uit de Verwaltungsgemeinschaft Kyffhäuser tot Kyffhäuserland.